# Deutz AG
Pour les articles homonymes, voir KHD.
Deutz AG (anciennement  Klöckner-Humboldt-Deutz AG - KHD jusqu'en 1997), est un fabricant allemand historique et pionnier de moteurs à explosion. L'entreprise a été fondée en 1872 par les inventeurs du moteur à quatre temps Nikolaus Otto et Gottlieb Daimler à Deutz (Cologne).
La société fut séparée en trois divisions :
- La division « matériel agricole Deutz-Fahr », qui sera cédée en 1995 au groupe italien SAME Deutz-Fahr (SDF),
- La division « moteur Deutz AG », spécialiste du moteur à refroidissement par air mais aussi constructeur de moteur à refroidissement liquide, dont l'italien SDF détiendra 29,9 % du capital en juillet 2004 pour en devenir l'actionnaire principal avec 42,2 % du capital aujourd'hui,
- La division « constructeur poids lourds Magirus-Deutz », dès 1949, qui sera rachetée par Iveco en 1974 pour devenir IVECO Magirus AG en 1983.

## Historique

### Le premier moteur de Otto et Langen
Après les essais de l'ingénieur Étienne Lenoir et les travaux de Beau de Rochas, en 1867, l'ingénieur Nikolaus Otto et son associé Eugen Langen produisent un moteur atmosphérique à gaz, avec un cycle à très longue détente. C'est le prototype du futur moteur à quatre temps. Ils créent la société « NA Otto & CIE », et le vendent à près de cinq mille exemplaires. Son rendement est comparable à celui des meilleures machines à vapeur de l'époque.

### Fondation de Deutz AG
|  |  |

En 1872, Otto s'associe avec Gottlieb Daimler et Wilhelm Maybach pour fonder la « Gasmotoren Fabrik Deutz AG », à Deutz (Cologne), à 40 km au sud-est de Düsseldorf. Cette union, historique pour l'industrie automobile allemande, est à la base des futurs groupes Deutz AG, Daimler Motoren Gesellschaft, Daimler Motor Company et Mercedes-Benz. En 1876, Deutz AG produit le premier moteur à quatre temps, sur le principe défini par les recherches de Nikolaus Otto ou « Cycle d'Otto ». Le brevet est déposé en 1877.
Le logo de la marque est initialement celui du constructeur Magirus à Ulm. Il représente un grand « M » pour Magirus coiffé de la grande flèche de la cathédrale d'Ulm.
En 1882, Gottlieb Daimler quitte Deutz AG, suivi par Wilhelm Maybach, pour créer un atelier de recherche indépendant à Stuttgart avec le montant du capital de ses parts de Deutz AG. Il fonde la société Daimler Motoren Gesellschaft en 1890 qui deviendra Mercedes-Benz en 1926.

### Association avec Ettore Bugatti
En 1907, le célèbre designer automobile Ettore Bugatti travaille pour Deutz et conçoit les Bugatti Type 8 et Bugatti Type 9 sans succès commercial. Ettore Bugatti fonde sa société, Bugatti, en 1909.
En 1911, Gustav Otto âgé de 28 ans, fils de Nikolaus Otto fonde la société « Gustav Otto Flugmaschinenwerke (cf :Gustav Otto)», usine de moteur d'avion dont il est pionnier sur la base des moteurs inventés par son père à Munich en Bavière. (Sa société devient BMW le 21 juillet 1917 après fusion avec la société « Rapp Motoren Werke » de Karl Rapp)

### Fusion en Magirus-Deutz avec Magirus
En 1936, « Klöckner-Humboldt-Deutz » fusionne avec le constructeur de camions Magirus de Conrad Dietrich Magirus et devient Magirus-Deutz en 1949 : industrie fabricante de camions, autobus, tracteurs, engin-pompe etc. (avec moteurs refroidis par air).
Dans les années 1970, Magirus-Deutz coopère avec les constructeurs DAF, Volvo et Saviem et devient le deuxième plus important constructeur de véhicules utilitaires en Allemagne.
En 1974, Magirus-Deutz est racheté par le groupe italien Fiat et à la suite de la restructuration de son secteur camions, Magirus-Deutz AG devient une filiale du groupe IVECO.

### Fusion avec IVECO en IVECO Magirus AG
En 1983, « Magirus-Deutz AG » devient IVECO Magirus AG.
En 1989, « IVECO Magirus AG » fête ses 125 ans d'existence.